# Louise Rosalie Gaspard
Pour les articles homonymes, voir Gaspard et Lechat.
Louise Rosalie Gaspard, née Marie Louise Rosalie Lechat le 16 juin 1821 à La Neuvillette et morte le 19 février 1902 à Saint-André-de-l'Eure, est une photographe française, active dans les années 1860 à Paris. Elle fait partie des quelques femmes qui ont ouvert à cette époque un atelier en leur nom.

## Biographie
Louise Rosalie Lechat naît à La Neuvillette, dans l'Eure, en 1821. Elle est la fille de Laurent Lechat, cultivateur, et d'Hélène Rosalie Lemarié, son épouse. En 1845, elle se marie à Mousseaux-Neuville avec Pierre Alexandre Gaspard, un veuf de onze ans son aîné. Né à Châtillon dans la Vallée d'Aoste, ce dernier est éditeur d'estampes et marchand de tableaux, spécialisé depuis 1841 dans les sujets religieux,,. D'abord établi 7-9 rue des Canettes à Paris, il s'installe 1 rue Madame et 80 rue Bonaparte.
Séparée de corps et de biens de son mari en 1866, Louise Rosalie Gaspard ouvre un atelier photographique 151 boulevard du Montparnasse, avec un parent qui fait office de gérant,. À l'instar de quelques veuves de photographes et de femmes séparées de leur époux, elle choisit de gagner sa vie en pratiquant la photographie. Mais sa condition de femme seule l'expose d'autant plus aux risques de faillites et d'abus. Ainsi, après que son associé est tombé malade, Louise Rosalie Gaspard est obligée d'engager des employés qui l'escroquent, et elle fait faillite en novembre 1869,. Près de sept ans plus tard, en juin 1876, un concordat est homologué, qui prévoit le paiement de l'intégralité des dettes,. Les créanciers sont finalement invités à se présenter en septembre, pour un remboursement partiel.
Elle meurt chez elle, rue Pasteur à Saint-André-de-l'Eure, le 19 février 1902, à quelques kilomètres de son village natal.